# Fairey Fulmar
El Fairey Fulmar fue un avión de reconocimiento/caza británico embarcado, desarrollado y fabricado por la compañía aeronáutica Fairey Aviation. Recibe su nombre del fulmar boreal, un ave marina nativa de las Islas Británicas. El Fulmar prestó servicio en la Fleet Air Arm (FAA) de la Marina Real británica durante la Segunda Guerra Mundial.
El diseño del Fulmar se basó en el del anterior Fairey P.4/34, un bombardero ligero terrestre desarrollado en 1936 como sustituto del bombardero ligero Fairey Battle. Fairey había rediseñado el avión como avión de observación/caza navalizado para satisfacer los requisitos de la Especificación O.8/38, por la que fue seleccionado. Aunque su rendimiento (al igual que el de su antecesor, el Battle) no era espectacular, el Fulmar era un avión fiable y robusto, de largo alcance y con un armamento efectivo de ocho ametralladoras; además, podía ponerse en producción con relativa rapidez. El 4 de enero de 1940, el primer avión de producción realizó su primer vuelo y las entregas comenzaron poco después, mientras que la producción de un modelo mejorado, el Fulmar Mk.II, empezó en enero de 1941. Fairey produjo un total de 600 Fulmar en su fábrica de Stockport entre enero de 1940 y diciembre de 1942.
En julio de 1940, el Escuadrón N.° 806 se convirtió en el primer escuadrón de la FAA en recibir el Fulmar. Participó en la persecución del acorazado alemán Bismark, habiendo actuado como observador para la flota perseguidora. El Fulmar fue ampliamente utilizado en la campaña del Norte de África, realizando patrullas de protección de convoyes hacia y desde la isla de Malta, y proporcionando cobertura aérea a los torpederos Fairey Swordfish durante ataques como la batalla del Cabo Matapán. Para el otoño de 1940, se había registrado el derribo de diez bombarderos italianos y seis cazas enemigos. El Fulmar también fue desplegado en el Lejano Oriente, donde demostró ser en gran medida incapaz de igualar al Mitsubishi A6M Zero de fabricación japonesa. Durante las últimas etapas del conflicto, fue relegado del papel de caza por aviones monoplaza como el Supermarine Seafire de fabricación británica y los cazas Grumman Martlet de fabricación estadounidense. Si bien continuó en servicio como avión de entrenamiento y reconocimiento durante un tiempo, el Fulmar fue retirado del servicio de primera línea en febrero de 1945.

## Diseño y desarrollo

### Antecedentes
El Fulmar tiene sus orígenes en el Fairey P.4/34, desarrollado en respuesta a la publicación de la Especificación P.4/34 por el Ministerio del Aire británico. La P.4/34 buscaba un bombardero ligero capaz de utilizarse como bombardero en picado; además de la propuesta de Fairey, se presentaron propuestas competidoras como el Hawker Henley y un diseño de Gloster aún no construido. A pesar de la relativamente alta velocidad máxima del P.4/34 de 284 mph, el competidor Henley, que era capaz de alcanzar las 300 mph, fue seleccionado y finalmente encargado; en servicio, el Henley se utilizó en gran medida como remolcador de blancos.
El Fulmar era básicamente una versión del P.4/34 adaptada para uso naval. Fairey presentó su diseño modificado en respuesta a la Especificación O.8/38, que exigía un caza bitripulado capaz de realizar operaciones de observación y defensa de la flota. Dado que no se preveía que el futuro avión se enfrentara a una oposición importante de cazas, dado que la Alemania nazi, el único enemigo previsto por Gran Bretaña en esa época, carecía de portaaviones propios, factores como el largo alcance y el armamento pesado se consideraron más importantes que la maniobrabilidad o la velocidad. Dado que el modelo estaba destinado a realizar vuelos largos sobre el océano de forma rutinaria, la presencia de un navegador/operador de radio se consideró esencial, especialmente en vuelos nocturnos o con malas condiciones meteorológicas.
Con un parecido sustancial con el anterior Fairey Battle, el prototipo del Fulmar era un avión aerodinámicamente más limpio y contaba con un ala plegable que era 41 cm más corta. El 13 de enero de 1937, el prototipo del P.4/34 matriculado K5099 realizó su vuelo inaugural en el aeródromo Great West de Fairey Aviation (este sitio ha sido ocupado desde entonces por el aeropuerto de Londres Heathrow ), estando a los controles el piloto de pruebas de Fairey Chris Staniland. Poco después de las pruebas de vuelo iniciales, la cola fue elevada 20 cm. Durante 1938, se eligió el nombre Fulmar para el modelo, aunque esto no se anunció hasta que comenzaron las entregas del mismo durante 1940.

### Producción y desarrollo posterior

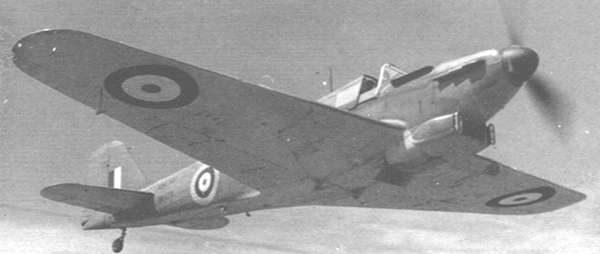
Fulmar Mk.II, identificado por las pequeñas entradas de aire adicionales a ambos lados de la barbilla.

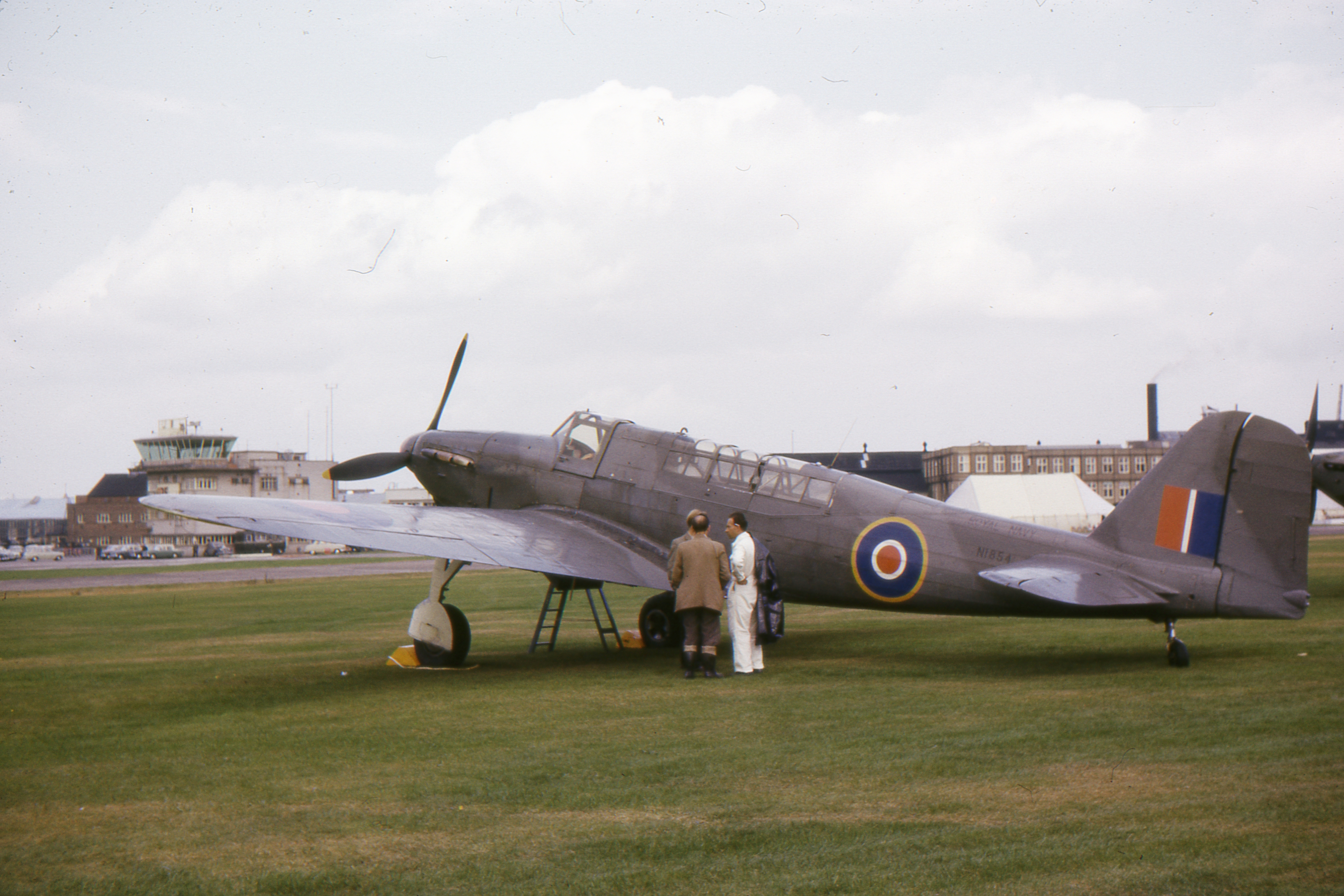
N1854, el primer Fulmar de producción en Farnborough en la exposición de la SBAC el 8 de septiembre de 1962.

El primer prototipo del Fulmar, que actuaba como una "maqueta voladora", estaba propulsado por un único motor Rolls-Royce Merlin III, capaz de generar hasta 810 kW (1030 hp). Las pruebas de vuelo revelaron que el rendimiento del prototipo era relativamente pobre, la velocidad máxima que podía alcanzar era de 370 km/h. Tras la adopción del motor Merlin VIII más potente (una variante exclusiva del Fulmar y con sobrealimentación optimizada para vuelos a baja altura), así como varias mejoras aerodinámicas realizadas en el fuselaje, la velocidad del prototipo se incrementó a 426 km/h cuando se volaba a una altitud de 2286 m (7500 pies). Debido a la urgente necesidad de cazas más modernos para equipar la flota de portaaviones británica, el rendimiento del Fulmar se consideró adecuado.
Como un derivado relativamente sencillo de un prototipo existente, el Fulmar prometía estar disponible en grandes cantidades rápidamente; a mediados de 1938, la Marina Real británica realizó un encargo inicial de 127 aviones de producción. Más allá de los propios planes británicos para el modelo, la Armada danesa también mostró un gran interés en el Fulmar; en un momento dado, se planeó producir el avión bajo licencia en Dinamarca; sin embargo, tales ambiciones se vieron frustradas por el estallido de la Segunda Guerra Mundial. Además, aunque se diseñó y promovió un modelo de hidroavión del avión, nunca se construiría. El 4 de enero de 1940, el primer avión de producción voló desde las instalaciones de Fairey en RAF Ringway, cerca de Mánchester; el último de los 600 Fulmar se entregó desde Ringway el 11 de diciembre de 1942.
Durante enero de 1941, comenzó la producción del mejorado Fulmar Mk.II; el primer avión Mk.II fue entregado a un escuadrón operativo en marzo de 1941. Este modelo de avión estaba equipado con el motor Merlin XXX más potente; este motor y 350 libras de ahorro de peso en la estructura permitieron que la aeronave alcanzara las 272 mph a la altitud nominal, al mismo tiempo que permitía que la velocidad de ascenso a nivel del mar aumentara a 1250 pies por minuto (se podían alcanzar los 15 000 pies en 12 minutos, frente los 15 minutos en el Mk.I), la estructura tenía provisión para un depósito lanzable de línea central de 273 litros y provisión para transportar un bomba de 114 kg o de 227 kg en lugar del depósito de combustible. Durante octubre de 1941, las pruebas realizadas en RAF Boscombe Down revelaron que el depósito de combustible de 273 litros extendía el alcance del avión a 1800 km. Durante junio de 1942, se realizaron pruebas de vuelo del Fulmar II en Boscombe Down; estas pruebas demostraron que el Fulmar podía lanzar con seguridad una bomba de 227 kg durante picados de 60 grados a velocidades de hasta 310 nudos. Los Fulmar fueron lanzados desde catapultas en buques mercantes, un plan defensivo de convoyes que se estaba evaluando en ese momento.
El N1854, el primer Fulmar de producción, fue posteriormente modificado al estándar Mk.II y redesignado como G-AIBE, tras lo cual se utilizó como "mula" de carga de Fairey durante un tiempo. En junio de 1959 recuperó las marcas de servicio y fue visto en Farnborough, en la exposición de la SBAC, el 8 de septiembre de 1962. El último vuelo del G-AIBE se realizó tres meses después, el 18 de diciembre de 1962. En 1972, el avión fue presentado en el Museo del Arma Aérea de la Flota de Yeovilton, donde se conserva y se exhibe en exposición estática.

## Historia operacional

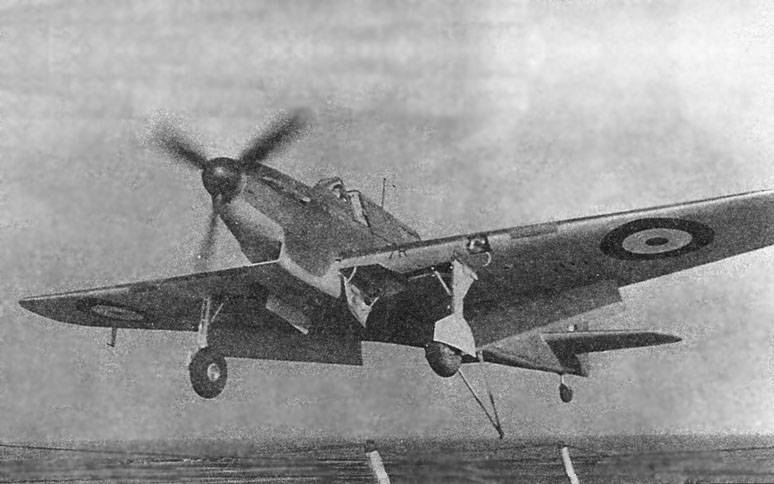
Fulmar Mk.I aterrizando en un portaaviones en el Mediterráneo, 1941.

Durante julio de 1940, el primer escuadrón del Fleet Air Arm en estar equipado con el Fulmar fue el Escuadrón N.º 806; este escuadrón inició operaciones desde el portaaviones HMS Illustrious poco después. La Armada había especificado un avión biplaza para que el piloto contara con la asistencia de otro miembro de la tripulación al informar a la flota sobre las observaciones realizadas, que se hacía mediante telegrafía inalámbrica (W/T) y para navegar sobre el océano. El Fulmar era demasiado grande y carecía de maniobrabilidad contra la oposición terrestre monoplaza, como ocurrió en el teatro del Mediterráneo; su rendimiento era claramente inferior al de los cazas terrestres típicos. El largo alcance del Fulmar fue útil en ocasiones. Durante la persecución del Bismark en 1941, el nuevo buque insignia de Alemania, seis Fulmar del portaaviones HMS Victorious fueron utilizados como observadores embarcados, desempeñando un papel marginal en el seguimiento de los movimientos del acorazado.
El Fulmar fue uno de los varios aviones británicos que participaron en la campaña del Norte de África. En septiembre de 1940, el Fulmar entró en acción por primera vez durante las patrullas de protección de convoyes hacia y desde la isla de Malta. Durante el envío de refuerzos a la isla, los Fulmar guiaron a destacamentos de cazas Hurricane y Spitfire lanzados desde portaaviones. El relativamente robusto Fulmar logró docenas de victorias contra sus adversarios italianos y alemanes. El primer derribo registrado por un Fulmar se produjo el 2 de septiembre de 1940. Para octubre de ese año, los pilotos de Fulmar habían reivindicado el derribo de diez bombarderos italianos. El modelo demostró ser particularmente eficaz contra aviones de reconocimiento italianos. Posteriormente, trece Fulmar, a bordo del portaaviones HMS Formidable, también participaron en la batalla de Cabo Matapán, ametrallando al acorazado Vittorio Veneto mientras intentaban desviar el fuego de los torpederos Fairey Swordfish y Fairey Albacore que lo atacaban.
El Fulmar también se desplegó en otros teatros de operaciones, incluido el Frente Oriental. Este modelo fue un componente común de los numerosos convoyes árticos de la Segunda Guerra Mundial. Los Fulmar también desempeñaron un papel destacado en la Operación EF, el desafortunado ataque aéreo contra las instalaciones del Eje en Kirkenes y Petsamo, llevado a cabo durante julio de 1941. A principios de 1942, varios escuadrones equipados con Fulmar se desplegaron en el teatro de Operaciones del Pacífico contra el Imperio Japonés, mientras que dos escuadrones fueron enviados a defender Ceilán. Al enfrentarse al ágil y ligeramente blindado caza Mitsubishi A6M, el Fulmar demostró rápidamente su inferioridad frente al primero, y se perdieron seis Fulmar, por cuatro Aichi D3A "Val" y un Nakajima B5N "Kate". A pesar de esto, se enviaron más Fulmar al Lejano Oriente.
A lo largo de 1942, el Fulmar fue reemplazado gradualmente como caza naval por aviones monoplaza adaptados de cazas terrestres, como los británicos Hawker Sea Hurricane y Supermarine Seafire, o el estadounidense Grumman Martlet, que fue diseñado como avión embarcado desde el principio. El Fulmar iba a tener una destacada presencia en el Mediterráneo durante 1941 y 1942 como el caza principal de la Fleet Air Arm para la mayoría de los convoyes a Malta durante esos años. Dieciséis Fulmar estuvieron presentes en el Victorious durante la penúltima operación Pedestal, que sería su última gran operación a bordo de un portaaviones. El modelo continuó en operación, proporcionando un servicio útil como escolta de convoyes e intruso nocturnos, también se utilizó para entrenar a las tripulaciones del más nuevo y avanzado Fairey Barracuda. Tras su retirada del papel de caza, los Fulmar se utilizaron para misiones de reconocimiento de largo alcance. Los Fulmar desarmados también participarían en África como aviones de comunicaciones y de despacho.
En su apogeo, veinte escuadrones de la Fleet Air Arm estaban equipados con el Fulmar. Volaba desde ocho portaaviones de la flota y cinco portaaviones de escolta . El Escuadrón N.º 273 de la RAF los operó durante algunos meses en 1942 desde China Bay, Ceilán, y entró en acción contra las fuerzas japonesas durante la incursión del 9 de abril de 1942, aunque aproximadamente la mitad del personal del escuadrón era de la Marina. Se registró que los Fulmar destruyeron 112 aviones enemigos contra la pérdida de 40 aparatos, lo que convirtió al modelo en el principal tipo de caza en términos de aviones derribados para ser operado por la Fleet Air Arm durante la guerra. En febrero de 1945, el Fulmar fue retirado del servicio de primera línea; el último avión operativo, un caza nocturno Fulmar Mk.II del Escuadrón N.º 813, sufrió graves daños en un accidente de aterrizaje en la barrera de seguridad del HMS Campania y fue dado de baja.
Aproximadamente 100 Fulmar fueron reconvertidos a cazas nocturnos, pero el modelo sólo tuvo un éxito limitado en esta función. Algunos de los primeros modelos de la aeronave también fueron operados desde buques CAM. Según los informes, las fuerzas francesas de Vichy capturaron un Fulmar Mk.I, que se vio obligado a aterrizar durante una misión de reconocimiento sobre Senegal en marzo de 1941. Este Fulmar fue reparado y operado durante un tiempo por el Group de Chasse I/4.
Según los pilotos, sus características de vuelo se consideraban agradables, mientras que su tren de aterrizaje, muy espaciado, proporcionaba un buen manejo en cubierta y tenía una excelente capacidad de combustible y alcance. La mayoría de los ases de la Fleet Air Arm consiguieron al menos alguna de sus victorias pilotando el Fulmar; el primer piloto en conseguir cinco derribos pilotando este modelo fue el subteniente Jackie Sewell. El subteniente Stanley Orr terminó la guerra con doce victorias aéreas confirmadas, el tercer piloto con mayor puntuación de la FAA.

## Variantes
Mk.I
Primera variante de producción propulsada por un motor Rolls-Royce Merlin VIII de 772 kW (1035 hp, 1275 hp al despegue); 8× Browning Mk.II de 7,7 mm (750 disparos por arma), 250 construidos.
Mk.II
Variante actualizada propulsada por un motor de Merlin XXX de 970 kW (1300 hp) con una nueva hélice y la adición de equipo tropical; 8× Browning Mk.II de 7,7 mm (1000 disparos por arma) o 4× Browning AN/M2 de 12,7 mm (parte del último lote, 170 disparos por arma, en otras fuentes se especifican 370 disparos por arma), algunos terminados como cazas nocturnos, un prototipo convertido desde un Mk.I y 350 construidos.
NF Mk.II
Caza nocturno Mk.II con radar de intercepción aérea AI Mk.IV (1 avión) o AI Mk.X (otro avión); 4x Browning AN/M2 de 12,7 mm (alrededor de 50 aviones, otros: 8x Browning Mk.II de 7,7 mm); en total, se convirtieron casi 100 aviones desde el Mk.II.

## Operadores
Reino Unido
- Real Fuerza Aérea
- Marina Real
  - Fleet Air Arm

## Supervivientes

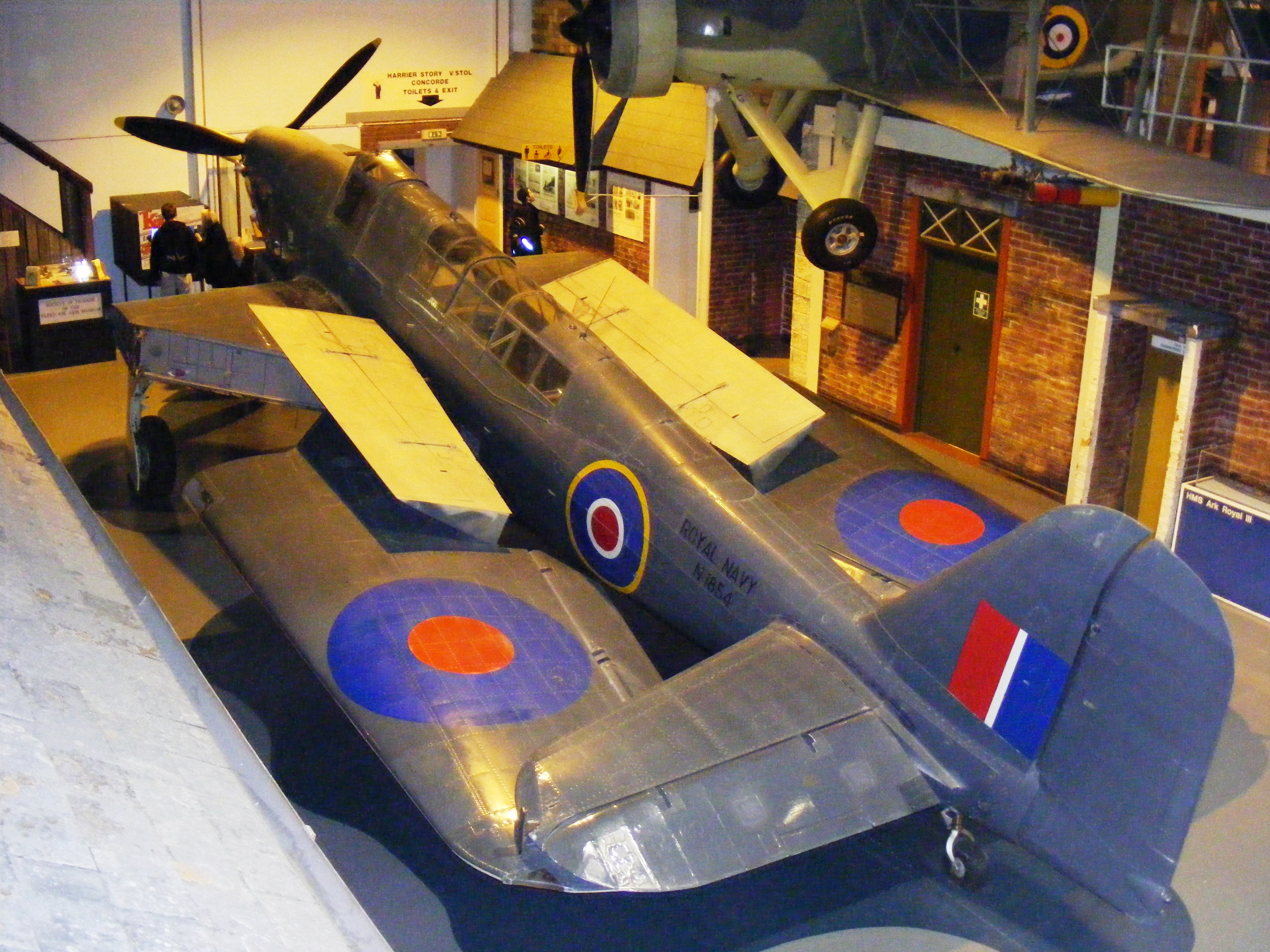
Fairey Fulmar en el Museo de la Fleet Air Arm.

El único superviviente conocido es el N1854, prototipo del Fulmar (y el primer Mk.I de producción) en el Fleet Air Arm Museum, Yeovilton. El único motor Rolls-Royce Merlin VIII superviviente conocido está en una colección privada en el Reino Unido y proviene de un Fulmar Mk.I, el N1926.

## Especificaciones (Fulmar Mk.II)
Referencia datos: Fairey Fulmar, Warpaint Series No.41, The Encyclopedia of Weapons of World War II, Fairey Aircraft since 1915

### Características generales
- Tripulación: Dos
- Longitud: 12,2 m (40,2 ft)
- Envergadura: 14,1 m (46,3 ft)
- Altura: 4,3 m (14 ft)
- Superficie alar: 31,8 m² (342,3 ft²)
- Perfil alar: raíz: NACA 2418; punta: NACA 2409[37]
- Peso vacío: 3182 kg (7013,1 lb)
- Peso cargado: 4387 kg (9668,9 lb)
- Peso máximo al despegue: 4627 kg (10 197,9 lb)
- Planta motriz: 1× motor lineal V12 refrigerado por líquido Rolls-Royce Merlin 30.
  - Potencia: 970 kW (1337 HP; 1319 CV)
- Hélices: Rotol tripala de velocidad constante

### Rendimiento
- Velocidad máxima operativa (Vno): 438 km/h (272 MPH; 237 kt) a 2210 m (7250 pies)
- Velocidad crucero (Vc): 378 km/h (235 MPH; 204 kt)
- Alcance: 1260 km (680 nmi; 783 mi)
- Techo de vuelo: 8300 m (27 231 ft)
- Régimen de ascenso: 6,1 m/s (1201 ft/min)
- Carga alar: 140 kg/m² (28,7 lb/ft²)

### Armamento
- Ametralladoras: 

  - 8x Browning de 7,7 mm o 4 de 12,7 mm frontal fija alares[12][34]
  - 1x Vickers K de 7,7 mm en la cabina trasera (ocasionalmente)
- Bombas: 

  - 2 de 45 kg o de 110 kg

## Aeronaves relacionadas

### Desarrollos relacionados
- Fairey Battle
- Fairey Firefly
- Fairey P.4/34

### Aeronaves similares
- Grumman F4F Wildcat
- Grumman F6F Hellcat
- Mitsubishi A6M Zero
- Blackburn Skua
- Hawker Sea Hurricane
- Supermarine Seafire